# Liste des intercommunalités du Tarn

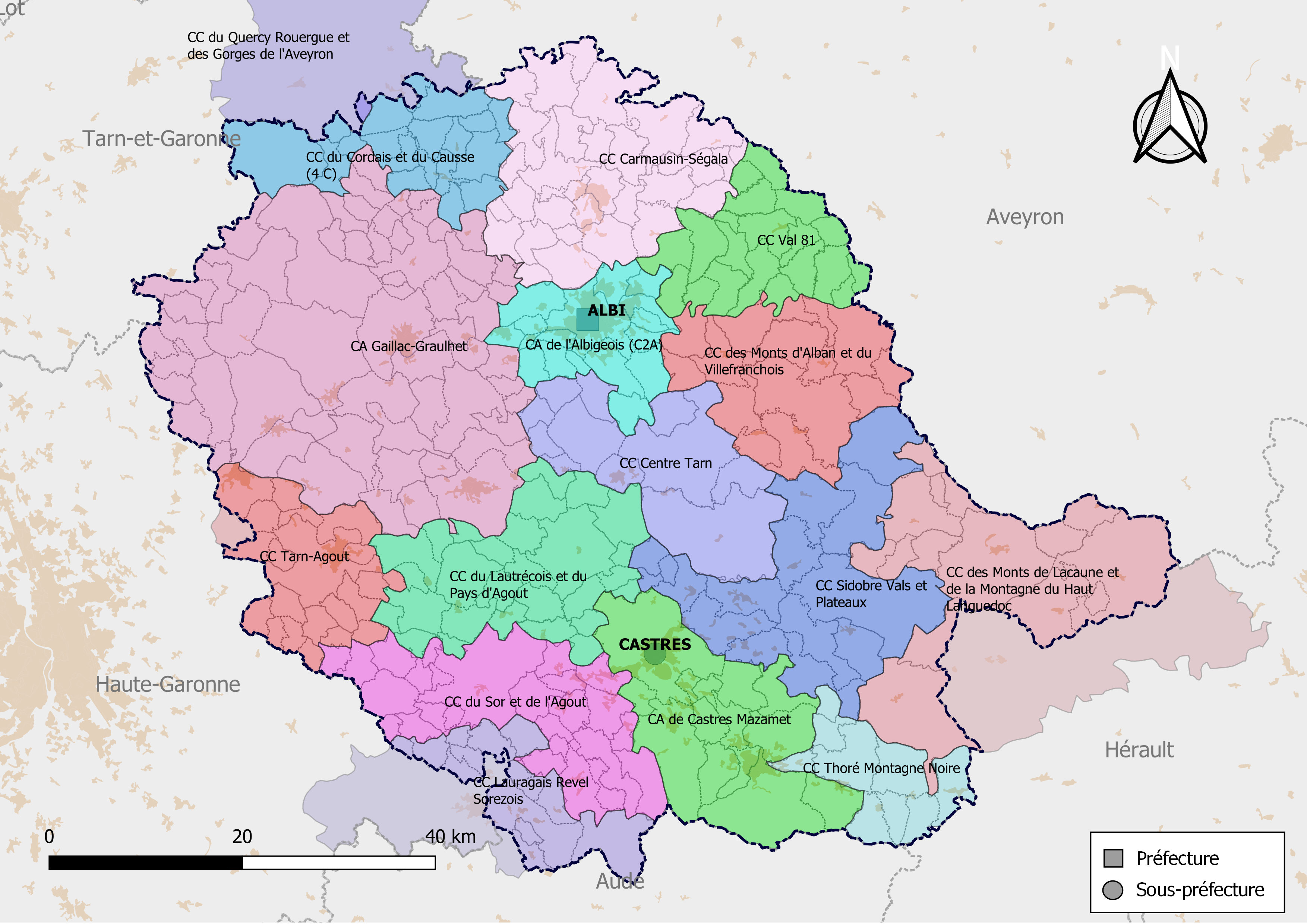
Carte des EPCI du Tarn au 1er janvier 2019.

Depuis le 1er janvier 2017, le département du Tarn compte 14 établissements publics de coopération intercommunale à fiscalité propre dont le siège est dans le département (3 communautés d'agglomération et 11 communautés de communes), dont 2 qui sont interdépartementaux.  Par ailleurs 15 communes sont groupées dans 2 intercommunalités dont le siège est situé hors département.

## Intercommunalités à fiscalité propre
| Forme juridique                                           | Nom                                                         | no SIREN  | Date de création | Nombre de communes      | Population (der. pop. légale) | Superficie (km2) | Densité (hab./km2) | Siège                        | Président                  |
| --------------------------------------------------------- | ----------------------------------------------------------- | --------- | ---------------- | ----------------------- | ----------------------------- | ---------------- | ------------------ | ---------------------------- | -------------------------- |
| Communauté d'agglomération                                | CA de l'Albigeois                                           | 248100737 | 4 mars 2011      | 16                      | 83 240 (2021)                 | 208,90           | 399                | Albi                         | Stéphanie Guiraud-Chaumeil |
| Communauté d'agglomération                                | CA de Castres - Mazamet                                     | 248100430 | 16 décembre 1999 | 14                      | 78 831 (2021)                 | 406,10           | 194                | Castres                      | Pascal Bugis               |
| Communauté d'agglomération                                | Gaillac Graulhet Agglo                                      | 200066124 | 1er janvier 2017 | 56                      | 75 329 (2021)                 | 1 148,90         | 66                 | Gaillac                      | Paul Salvador              |
| Communauté de communes                                    | CC Carmausin-Ségala                                         | 200040905 | 1er janvier 2014 | 31                      | 29 975 (2021)                 | 476,30           | 63                 | Carmaux                      | Didier Somen               |
| Communauté de communes                                    | CC Tarn et Agout                                            | 200034023 | 1er janvier 2013 | 21 (dont 1 dans le 31)  | 29 678 (2021)                 | 259,80           | 114                | Saint-Sulpice-la-Pointe      | Gérard Portes              |
| Communauté de communes                                    | CC du Sor et de l'Agout                                     | 248100158 | 12 décembre 2011 | 26                      | 23 123 (2021)                 | 372,40           | 62                 | Saïx                         | Sylvain Fernandez          |
| Communauté de communes                                    | CC du Lautrecois-Pays d'Agout                               | 200034056 | 1er janvier 2013 | 28                      | 14 294 (2021)                 | 396,10           | 36                 | Lautrec                      | Raymond Gardelle           |
| Communauté de communes                                    | CC Sidobre Vals et Plateaux                                 | 200066561 | 1er janvier 2017 | 16                      | 12 424 (2021)                 | 463,80           | 27                 | Le Bez                       | Jean-Marie Fabre           |
| Communauté de communes                                    | CC Centre Tarn                                              | 200034049 | 1er janvier 2013 | 11                      | 11 224 (2021)                 | 334,40           | 34                 | Réalmont                     | Jean-Luc Cantaloube        |
| Communauté de communes                                    | CC des Monts de Lacaune et de la Montagne du Haut Languedoc | 200066553 | 1er janvier 2017 | 20 (dont 6 dans le 34)  | 7 978 (2021)                  | 789,10           | 10                 | Lacaune                      | Robert Bousquet            |
| Communauté de communes                                    | CC des Monts d'Alban et du Villefranchois                   | 200034031 | 1er janvier 2013 | 14                      | 6 378 (2021)                  | 340,60           | 19                 | Alban                        | Damien Chamayou            |
| Communauté de communes                                    | CC Val 81                                                   | 248100497 | 27 décembre 1994 | 19                      | 5 554 (2021)                  | 257,50           | 22                 | Valence-d'Albigeois          | Guy Gavalda                |
| Communauté de communes                                    | CC Thoré Montagne Noire                                     | 248100745 | 10 décembre 2004 | 9                       | 5 067 (2021)                  | 158,40           | 32                 | Saint-Amans-Valtoret         | Michel Castan              |
| Communauté de communes                                    | CC du Cordais et du Causse                                  | 200034064 | 1er janvier 2013 | 25                      | 5 290 (2021)                  | 296,20           | 18                 | Les Cabannes                 | Paul Quilès                |
| Intercommunalité dont le siège est situé hors département |                                                             |           |                  |                         |                               |                  |                    |                              |                            |
| Communauté de communes                                    | CC du Quercy Rouergue et des gorges de l'Aveyron            | 248200107 | 23 décembre 1997 | 17 (dont 1 dans le 81)  | 7 775 (2021)                  | 462,80           | 17                 | Saint-Antonin-Noble-Val (82) | Gilles Bonsang             |
| Communauté de communes                                    | CC du Lauragais-Revel-Sorèzois                              | 243100567 | 1er janvier 2002 | 28 (dont 14 dans le 81) | 21 703 (2021)                 | 351,70           | 62                 | Revel (31)                   | Laurent Hourquet           |